# The Walkmen
The Walkmen es una banda de indie rock de la ciudad de Nueva York. La banda se formó en el año 2000 con tres miembros de una banda llamada Jonathan Fire*Eater: Paul Maroon (guitarra y piano), Walter Martin (órgano y bajo) y Matt Barrick (batería), y dos miembros de otra banda llamada The Recoys: Peter Bauer (bajo y órgano) y Hamilton Leithauser (vocales y guitarra). Todos excepto Bauer fueron a Saint Albans, un colegio en Washington D. C..
Ellos prefieren el sonido de instrumentos musicales de época, en particular la de piano vertical y han grabado a menudo en Marcata Recording, un estudio de grabación construido en Harlem en 1999 por los 3 miembros de Jonathan Fire*Eater y luego reubicado en Upstate New York.
El álbum debut Everyone Who Pretended to Like Me Is Gone, lanzado por la marca discográfica independiente Startime fue bien recibido por la crítica. El álbum siguiente Bows + Arrows fue lanzado por Record Collection en 2004 y fue considerado como uno de los mejores de ese año por muchos críticos.
Su siguiente álbum A hundred Miles Off fue lanzado el 23 de mayo de 2006 en los Estados Unidos. La banda tocaron la mayoría de las nuevas canciones en Northeast Tour a principios de 2006. El primer sencillo en ser lanzado fue "Louisiana". Peter Bauer and Walter Martin intercambiaron sus instrumentos musicales en el nuevo álbum con Bauer tocando el órgano y Martin el bajo.
En el mismo año ellos lanzaron otro álbum completo Pussy Cats Staming the Walkmen un disco totalmente dedicado al disco del mismo nombre Pussy Cats 1974 de Harry Nilsson y John Lennon grabado como para su estudio en Harlem.
You & Me se convirtió en su siguiente trabajo, disponible desde julio de 2008 en una exclusiva preventa de caridad en el sitio web Amie Street. The Walkmen hicieron disponible su disco por tan solo 5 dólares americanos en AmieStreet.com/thewalkmen, con todos los procedimientos de cada venta siendo donada a Memorial Sloan-Ketterin Cancer Center (un centro de atención para la cura del cáncer) Durante la primera semana de ventas, el disco se 
coloco #29 en el ranking de Billboard de los más vendidos por internet. EL disco fue también disponible en formato físico en agosto de 2008.
Su último álbum se llama Lisbon, disponible desde el 14 de septiembre de 2010, denominado así en homenaje a la capital portuguesa en la que recalaron en su última gira. La banda grabó cerca de 30 temas antes de perfilar los 11 que finalmente componen el disco, grabado bajo el sello Fat Possum.

## Discografía

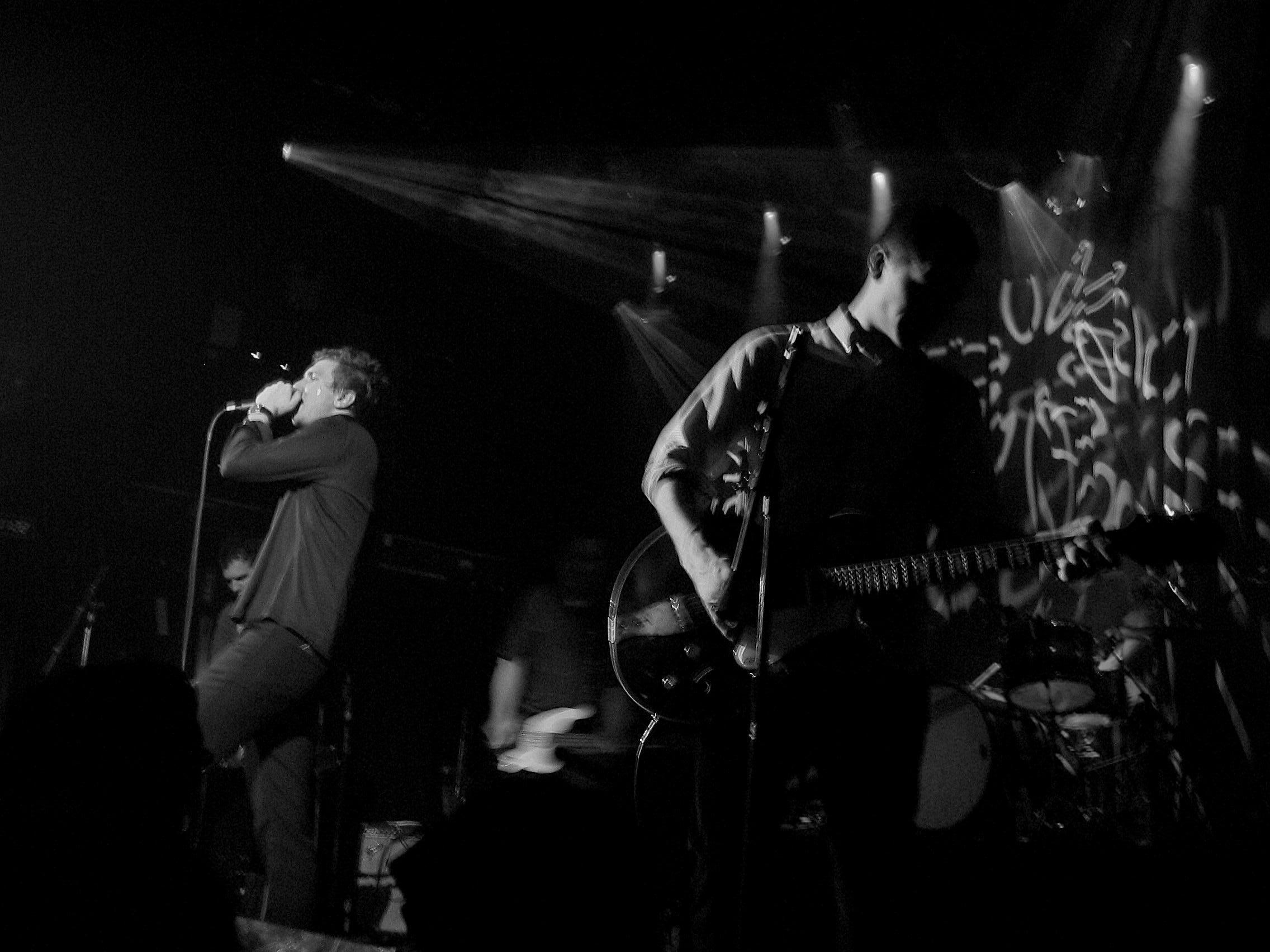
The Walkmen en vivo, Nueva York, (2004).

### Álbumes de estudio
- Everyone Who Pretended to Like Me Is Gone (26 de marzo de 2002)
- Bows + Arrows (3 de febrero de 2004)
- A Hundred Miles Off (23 de mayo de 2006) #163 EE. UU.
- "Pussy Cats" Starring The Walkmen (24 de octubre de 2006)
- You & Me (19 de agosto de 2008) #71 EE. UU.
- Lisbon (14 de septiembre de 2010) #27 USA
- Heaven (29 de mayo de 2012) #30 USA

### EP
- The Walkmen (26 de junio de 2001)
- Untitled (3 de abril de 2002)
- Split (con Calla) (17 de septiembre de 2002)
- Christmas Party (2004)
- Daytrotter Session, marzo de 2008 (covers de Leonard Cohen)[1]
- Daytrotter Session, agosto de 2008 (covers de Neil Hagerty)[2]
- Live Session (iTunes Exclusive) (12 de agosto de 2009)

### Sencillos
- Let's Live Together (2002)
- Little House of Savages (17 de abril de 2004)
- The Rat (19 de abril de 2004)
- Louisiana (11 de septiembre de 2006)
- The Blue Route (2008)
- In The New Year (2009)
- Heaven (2012)

### Otras grabaciones
- "Radio" (tcc "Wake Up") en This Is Next Year: A Brooklyn-Based Compilation (2001)
- "Little House of Savages (versión en vivo)" en "Music from the OC: Mix 2" (2004)
- "There Goes My Baby" en Stubbs the Zombie: The Soundtrack (2005)
- "Red River" en Spider-Man 3: The Official Soundtrack (2007)
- "Brandy Alexander" en In Bruges Soundtrack (2008)
- "Lemon Hill" (2007)